# Tirreno-Adriático 1967
La segunda edición de la Tirreno-Adriático se disputó del 8 al 12 de marzo de 1967 en Italia. El ganador fue el ciclista italiano Franco Bitossi.

## Etapas
| Etapa | Fecha       | Recorrido                                 | km    | Ganador         | Líder          |
| ----- | ----------- | ----------------------------------------- | ----- | --------------- | -------------- |
| 1ª    | 8 de marzo  | Santa Marinella - Fiuggi                  | 181,9 | Franco Bitossi  | Franco Bitossi |
| 2ª    | 9 de marzo  | Fiuggi - Viterbo                          | 193,6 | Aldo Pifferi    | Franco Bitossi |
| 3ª    | 10 de marzo | Viterbo - Terni                           | 256,0 | Tommaso de Pra  | Tommaso de Pra |
| 4ª    | 11 de marzo | Terni - San Benedetto del Tronto          | 214,4 | Bruno Vittiglio | Tommaso de Pra |
| 5ª    | 12 de marzo | San Benedetto del Tronto - S.B del Tronto | 222,0 | Dino Zandegù    | Franco Bitossi |

## Clasificación general
| Posición | Ciclista           | Equipo            | Tiempo       |
| -------- | ------------------ | ----------------- | ------------ |
| 1        | Franco Bitossi     | Filotex           | 27h 48' 05'' |
| 2        | Carmine Preziosi   | Molteni           | + 12''       |
| 3        | Vito Taccone       | Germanvox-Wega    | m.t.         |
| 4        | Roberto Poggiali   | Salvarani         | + 22''       |
| 5        | Michele Dancelli   | Vittadello        | + 32''       |
| 6        | Dino Zandegù       | Salvarani         | m.t.         |
| 7        | Luciano Armani     | Salamini-Luxor TV | + 42''       |
| 8        | Vittorio Adorni    | Salamini-Luxor TV | + 1' 22''    |
| 9        | Ole Ritter         | Germanvox-Wega    | m.t.         |
| 10       | Giancarlo Polidori | Vittadello        | m.t.         |